# تقویم جنوب ایران
تقویم جنوب ایران به صورت سنتی باقی‌مانده سنت باستانی تقویم باستانی ایران است که متأثر از اقلیم دشت و دریای جنوب بوده‌است. در جنوب تقویم محلی در کنار تقویم باستانی ایرانی و با حفظ سنتهای آن مانند نوروز باستانی با کاربردهای محلی وجود دارد. از مهم‌ترین سالنماهای جنوب تقویم عمومی زراعی، دریانوردی و صیادی است.

## تقویم زراعی جنوب
تقویم زراعی جنوب عمده‌ترین و عامترین تقویم محلی جنوب است. این تقویم سنتی زراعی در کنار تقویم ایرانی قرار دارد که معمولاً مبدأ آن در میانه یا پایان تابستان با توجه به اولین طلوع سحرگاهی ستاره سهیل در نیمه شهریورماه نگه داشته می‌شود. ماه‌های آن معمولاً با همان اسامی برجهای فلکی است و این تقویم نسبتاً نجومی بوده‌است چرا که طلوع ستاره سهیل موجب نگهداری ثابت سال بوده‌است؛ و دارای نقاط زمانی دیگر نجومی نیز می‌باشد. از سویی مبدأ آن هم‌زمان با برداشت خرما و آغاز آمادگی برای کشت گندم بوده‌است. همچنین این تقویم نمایشگر تغییرات آب و هوا بوده‌است. همچنین این تقویم با تطبیق و ترکیب تقویم قمری و شمسی کاربرد صیادی نیز داشته‌است. در این تقویم چله کوچک و بزرگ گرما و سرما و جریان‌های هوایی و بادهای محلی مشخص شده‌است. این تقویم با تطبیق تقویم باستانی و این تقویم‌ها همه در ادامه تقویم باستانی ایران است که ذبیح بهروز مبدأ بزرگ تقویم ایران باستان را ۱۷۲۵ سال پیش از میلادی می‌داند؛ که ستاره‌شناسی در ایران رواج داشته‌است.

## تقویم دریانوردی جنوب ایران
تقویم دریانوردی ایران، سال دریایی یا دریانوردی سواحل خلیج فارس است. این سالنامه از سه فصل صد روزه و یک فصل ۶۰ روزه دریانوردی که پنج یا شش روز اضافه در پایان دارد تشکیل شده‌است. این تقویم با آغاز فصل دریانوردی شروع می‌شود و در صد روز دوم آن، با توجه به جریان‌های ملتهب دریایی، دریانوردی با احتیاط صورت می‌گیرد؛ و در صد روز سوم به دلیل طوفان‌های دریایی از رفتن به دریا پرهیز می‌شود؛ و در شصت روز آخر که توأم با جریان‌های شدید جوی دریایی است ناخدایان به تعمیر کشتی‌ها می‌پردازند و به دریا نمی‌روند و خود را برای آغاز سال دریایی بعد آماده می‌کنند. سال دریایی معمولاً نهم مرداد (۳۱ ژوئیه) آغاز می‌شود و فصل اول (یکصد روزه) بهار دریا بحساب می‌آید. یکصد روز دوم از هجدهم آبان شروع می‌شود؛ و یکصد روز سوم از بیست و هشتم بهمن شروع می‌شود؛ و شصت روز آخر از پنجم خرداد (در صورت کبیسه بودن سال از چهارم خرداد) آغاز می‌شود. هر چند سال این تقویم با تقویم خورشیدی هماهنگ است، اما روزهای آن به صورت دهدهی شمارش می‌شود. برای نمونه: یک در ده تا ده در ده، یک در بیست تا ده در بیست … یک در نود تا ده در نود (برای فصل اول). و برای فصل آخر: یک در ده شصتی ….

## تقویم صیادی جنوب
علاوه بر آن در جنوب ایران تقویم صیادی نیز وجود دارد که تا حدودی هماهنگ با تقویم دریایی از اواخر تیر یا اول مرداد شروع می‌شود و به عنوان نوروز صیادی در بعضی نواحی تا هنوز هم جشن گرفته می‌شود. برای نمونه در جزیره قشم همچنان روز ۲۷ تیر به عنوان نوروز صیادی جشن گرفته می‌شود.

## گاهشماری شفاهی اچمی
سه‌شنبه

...............

۲۸ اسفند
۱۴۰۳ خورشیدی
۱۳ تاره‌بار
۱٬۴۱۵

 
اَچُمی
۱۸ مارس
۲۰۲۵ میلادی
۱۸ رمضان
گاهشمار اچمی از میانه بهمن آغاز می‌شود. این تقویم توسط مردم جنوب (مردم اچمی) هم‌اکنون کاربرد دارد اگرچه امروزه به محاق رفته‌است. ماه‌های تقویم اچمی به ترتیب عبارتند از:
1. نئ بهار
2. تاره بار
3. لاله زار
4. جئ رومه
5. تَشْباد
6. چل پسینی
7. خَمینَه
8. مغ بول
9. کشتزار
10. تَش خشار
11. سومینه
12. بَروبار